# Komödie Winterhuder Fährhaus

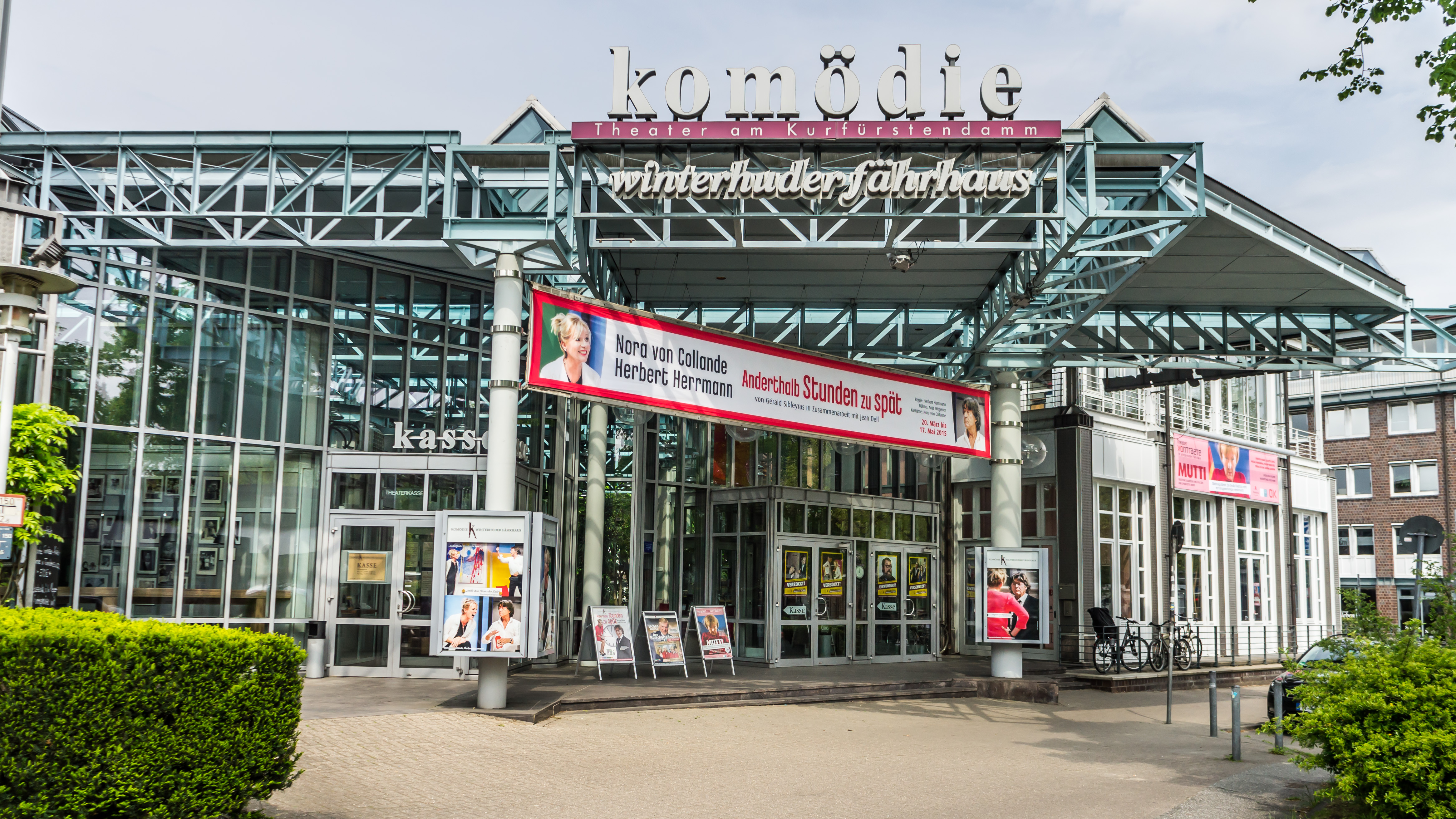
Komödie Winterhuder Fährhaus

Die Komödie Winterhuder Fährhaus ist ein Privattheater in Hamburg. Es liegt in Winterhude an der Hudtwalckerstraße, Ecke Winterhuder Kai, unmittelbar an der Alster. Das Theater wurde 1988 von Jürgen Wölffer gegründet. Der Standort ist vor Errichtung des Theaters seit Mitte des 19. Jahrhunderts als Ausflugslokal und Veranstaltungsstätte über die Grenzen des Stadtteils bekannt geworden, hat aber nie als Fährhaus im eigentlichen Sinne gedient.

## Geschichte

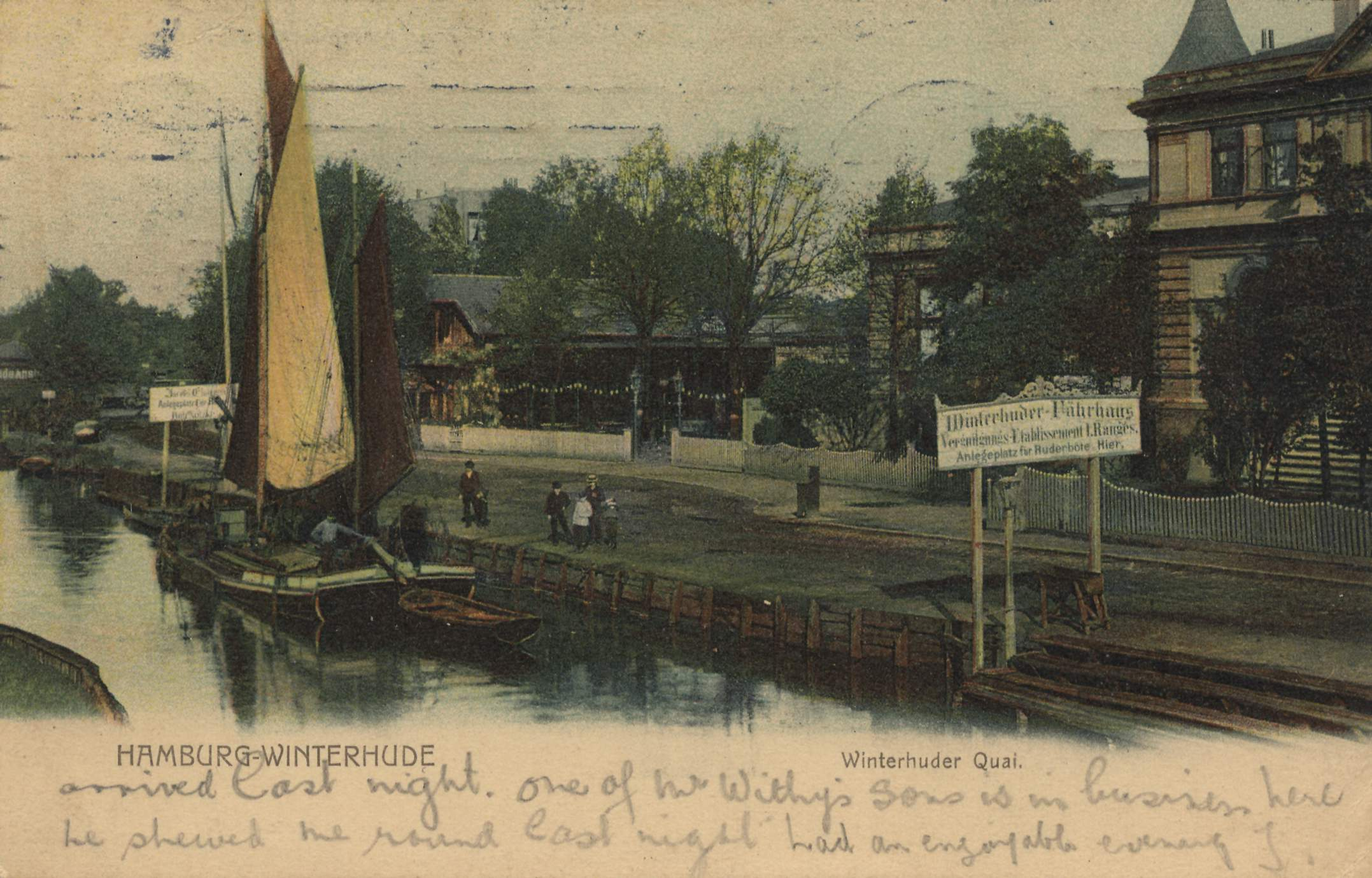
Winterhuder Fährhaus, 1907

Das heutige Komödienhaus steht an der Stelle des historischen Winterhuder Fährhauses, das 1854 von dem Kohlenhändler Carl Friedrich Jacobs zunächst als Wohnhaus mit Kohlenschuppen errichtet worden war. Auf der gegenüberliegenden Straßenseite warteten oftmals Passagiere, die mit dem Alsterdampfer einen Ausflug machen wollten. Da es lediglich einen primitiven Steg gab und keine Möglichkeit, sich vor Wind und Wetter zu schützen, wurde Jacobs zuweilen gefragt, ob es möglich sei, in seinen Räumen auf das Schiff zu warten. So beantragte der Kohlenhändler eine Konzession, um eine „feine Wirtschaft“ zu betreiben. 1867 kam das Gebäude in den Besitz des Verwalters des Logenhauses an der Drehbahn. Das „Fährhaus“ wurde zu einem attraktiven Ausflugsziel, das ab 1876 zudem über eine Erlaubnis verfügte, Tanzveranstaltungen anzubieten. Um 1890 wurde ein neuer Saalbau im Jugendstil errichtet. Mit veränderten Besitzverhältnissen und Programmen war es als Schankwirtschaft, Ausflugs- und Tanzlokal, als Kulturhaus für Versammlungen, Tagungen und Feste eine Institution in Winterhude und ganz Hamburg.
Kurz nach dem Zweiten Weltkrieg übernahm im Mai 1946 Otto Friedrich Behnke, der später auch das Fährhaus Schulau betrieb, das Winterhuder Traditionshaus. Es fanden bald darauf im Fährhaus wieder Kostümfeste statt. Allein im Jahr 1951 fanden 67 Faschingsbälle dort statt. Aber auch Fachmessen und Sportveranstaltungen wurden dort in der Nachkriegszeit veranstaltet. Zudem wurden im Haus auch politische Kundgebungen abgehalten. Zum Beispiel führten die KPD und der Vaterstädtische Bund Hamburg ihre Wahlkampfauftaktveranstaltungen für die Bürgerschaftswahl 1949 im Saal des Hauses durch. Auch Bundesminister wie Anton Storch und Hans-Christoph Seebohm waren dort zu Gast. Von 1949 bis 1966 fand das literarische Kabarett Die Wendeltreppe von Dirks Paulun seine Heimstatt im Winterhuder Fährhaus.
1979 musste nach fast 90 Jahren das sogenannte „zweite“ Winterhuder Fährhaus abgerissen werden. Die Holzpfähle, auf denen das Fährhaus stand, waren im nassen Boden an der Alster vermodert. Während der Hamburger Senat vorschlug, die freigewordene Fläche mit Wohnungen zu bebauen, sprachen sich die Fraktionen von SPD, CDU und FDP in der zuständigen Bezirksversammlung Hamburg-Nord (allerdings mit unterschiedlichen Konzepten) dafür aus, wieder ein Kommunikationszentrum zu errichten. Bau- und Hausherr Uwe Spranger plante das „dritte“ Winterhuder Fährhaus als Mehrzweckhaus wieder aufzubauen. Nach einem Treffen mit Theaterdirektor Jürgen Wölffer war er jedoch sofort von der Idee angetan, ein Theater daraus zu machen. Das Theater wurde von dem Architekten Peter Schweger entworfen. Es wurde auf 750 Betonpfähle gestellt, die dem Bau weit mehr als 90 Jahre ein festes Fundament geben sollen. Es hat einen großen Saal mit 586 Plätzen und einen kleinen Saal mit 103 Plätzen. Auch im Neubau befindet sich ein gastronomischer Betrieb. Auf das langjährige „Allegria“ folgte 2009 das „Cocco“ und später das „Angels Barcelona“. Seit 2015 trägt das Lokal den Namen des Hauses und nennt sich „Winterhuder Fährhaus Restaurant & Café“.
Der erste Leiter Rolf Mares gab im August 1988 die Direktion der Hamburgischen Staatsoper ab und nahm mit dem Aufbau der Komödie Winterhuder Fährhaus eine neue Herausforderung an. Nach elf Jahren übergab Rolf Mares seinen Posten 1999 an Michael Lang, der bis August 2017 die Komödie leitete. Seine Nachfolge trat Britta Duah an, die zuvor den Vertrieb der Komödie Winterhuder Fährhaus leitete. 2017 übergab Jürgen Wölffer zunächst die künstlerische Leitung an seinen Sohn Martin Woelffer, bis im Januar 2020, wie schon 2004 in Berlin, auch die Übergabe der Direktion an Martin Woelffer erfolgte.

## Programm
Die Eröffnung fand am 2. September 1988 mit dem Stück Stürmische Überfahrt von Tom Stoppard statt. Der Spielplan spannt einen weiten Bogen vom heiteren Boulevard, über moderne wie klassische Komödien, bis hin zu Volksstücken und Lustspielen.
In der Komödie Winterhuder Fährhaus werden pro Spielzeit mindestens sechs Produktionen (Hauptstücke) für sechs bis neun Wochen en suite gespielt. Seit der Spielzeit 1990/1991 spielt die Komödie Winterhuder Fährhaus als eines der ersten Hamburger Theater ohne Sommerpause das ganze Jahr durch. Die Stücke werden gemeinsam mit den Komödien-Bühnen in Berlin konzipiert und realisiert. Ziel ist es, die Produktionen möglichst an zwei Bühnen (plus Tourneen) zeigen zu können, um die Produktionskosten auf mehrere Häuser zu verteilen. Nur so ist es möglich, ein Theater ohne Subventionen mit einem hohen Aufgebot an bekannten Schauspielern an einem exponierten Standort zu führen. So stehen zahlreiche Stars aus Film und Fernsehen wie Tanja Wedhorn, Saskia Valencia, Nina Bott, Barbara Wussow, Marion Kracht, Nora von Collande, Herbert Herrmann, Walter Plathe, Marek Erhardt, Oliver Mommsen, Jochen Busse, Hugo Egon Balder, Bürger Lars Dietrich u. v. m. dort regelmäßig auf der Bühne.
Im Rahmen der Komödie-Extra wird das Programm durch Sonderveranstaltungen aus den Bereichen Literatur, Musik und Kleinkunst ergänzt, bei denen etablierte Größen ebenso auftreten wie junge Nachwuchskünstler. Außerdem gibt es Familientheater aus der Hand von Christian Berg, Deutschlands bekanntestem Spezialisten auf diesem Gebiet.

## Auszeichnungen
- 2004: Pegasus-Preis
- 2013: Monica-Bleibtreu-Preis in der Sparte Komödie für die Inszenierung von Folke Braband des Stückes Eine Sommernacht von David Greig und Gordon McIntyrebei bei den 2. Privattheatertagen in Hamburg